# Leuciris strictifimbriaria
Leuciris strictifimbriaria là một loài bướm đêm trong họ Geometridae.